# St. Vinzenz (Erding)

Pfarrkirche St. Vinzenz

Die Pfarrkirche St. Vinzenz von Paul ist die römisch-katholische Pfarrkirche des Erdinger Stadtteils Klettham. Sie wurde in den Jahren 1964 bis 1966 im Zentrum des Vorortes errichtet. Geplant wurde sie von  Josef Rampl.
2019 wurde die Kirche in die bayerische Denkmalliste aufgenommen.

## Geschichte
Am 2. April 1962 erhielt Kaplan Mooslechner den Auftrag, eine Gemeinde in Erding zu gründen. Am 6. Juni 1964 wurde der Bau der Kirche mit dem ersten Spatenstich begonnen; geweiht wurde sie am 19. Juni 1966. Die Orgel wurde am 15. Oktober 1967 geweiht. Der Erntedankgottesdienst in der Kirche am 3. Oktober 1972 wurde vom Deutschlandfunk europaweit übertragen. Friedrich Kardinal Wetter stiftete am 28. November 1986 eine Monstranz für die Kirche. Der Kirchturm wurde zwischen 1988 und 1991 sowie von 2004 bis 2006 renoviert.

## Kirchengebäude
Das Kirchenschiff besteht aus einem nach Westen gerichteten Quader. Davon separiert steht ein 35 Meter hoher Betonturm. Er ist von Weitem sichtbar und wird von einem großen Betonkreuz gekrönt. Die Fassade der Kirche besteht aus Backstein. In der Hedwigskapelle im Innern werden Messfeiern gehalten. Die Kapelle kann sowohl von der Kirche als auch durch den direkt an der Straße gelegenen Eingang betreten werden. Die zur Straße gerichtete Fassade der Kapelle besteht vorwiegend aus weißen und farbigen Kreuzen. Hinter dem quaderförmigen steinernen Altar steht ein Bronzekreuz. Es wird umsäumt von Darstellungen der Köpfe der zwölf Apostel. In die Mitte des Kreuzes ist ein lila Bergkristall eingelassen; das Kreuz selber erinnert an ein Keltenkreuz. Auf der linken Seite des Altars steht seit dem 8. Dezember 2007 auf einem steinernen Sockel eine bronzene, meterhohe Marienfigur. Sie wurde von der Frauengemeinschaft gestiftet und stammt von dem Bildhauer Bertram Würfl aus Neukirchen bei Passau. Zuvor stand auf dem Sockel eine Darstellung der Rosa mystica.
Neben der kleinen Orgel steht neben der Verbindungstür zu Sakristei und Kapelle eine hölzerne Plastik der heiligen Hedwig, der Schutzpatronin von Schlesien. Die Kapelle wurde ihr geweiht, weil nach dem Zweiten Weltkrieg viele Flüchtlinge und Vertriebene aus heute polnischen Gebieten nach Klettham kamen.
Südlich des Kirchengebäudes stellt ein Mosaik den Leidensweg Jesu dar. Im Norden stehen die Beichtstühle und das Baptisterium. Der Taufstein ist ein Felsbrocken, aus dem Wasser sprudelt. Umsäumt wird der Stein von einem kleinen mit Steinen ausgelegten Teich. Im Baptisterium hängt ein modernes hölzernes Kruzifix. In der Wandnische werden das Taufkleid sowie Öl und Chrisam aufbewahrt. Weitere Plastiken in der Kirche stellen den heiligen Vinzenz von Paul sowie den gefesselten Jesus dar.
Der Altar im höher gestellten Altarraum ist eine von vier massiven bronzenen Füßen getragene Steinplatte. Rechts neben dem Altar steht der Tabernakel, eine bronzene, etwa zwei Meter hohe Säule. Eine Orgel mit Pfeifen wird sehr selten bei kleinen Messen gespielt. Der wichtigste Kunstgegenstand ist das Mosaik hinter dem Altar. Es erstreckt sich vom Boden bis zur Decke, zwei Arme weisen nach links und rechts. Es zeigt verschiedene Motive wie einen Baum, einen Thron und das Lamm Gottes.

## Pfarrer
- 1965–1973: Franz Mooslechner
- 1972–1985: Josef Konrad Neumaier
- 1985–1991: Franz Xaver Leibiger
- 1991–2002: Johannes Baum (Benediktiner)
- 2002–2005: Jacek Jamilokowski (ehem. Pauliner)
- 2005–2012: Pater Tadeusz Sobczyk (Salesianer Don Boscos)
- seit 2012: Jan-Christoph Vogler (Pfarradministrator)